# Lindera meissneri
Lindera meissneri är en lagerväxtart som beskrevs av Joseph Dalton Hooker. Lindera meissneri ingår i släktet Lindera och familjen lagerväxter. Inga underarter finns listade i Catalogue of Life.